# Madrid (chotis)

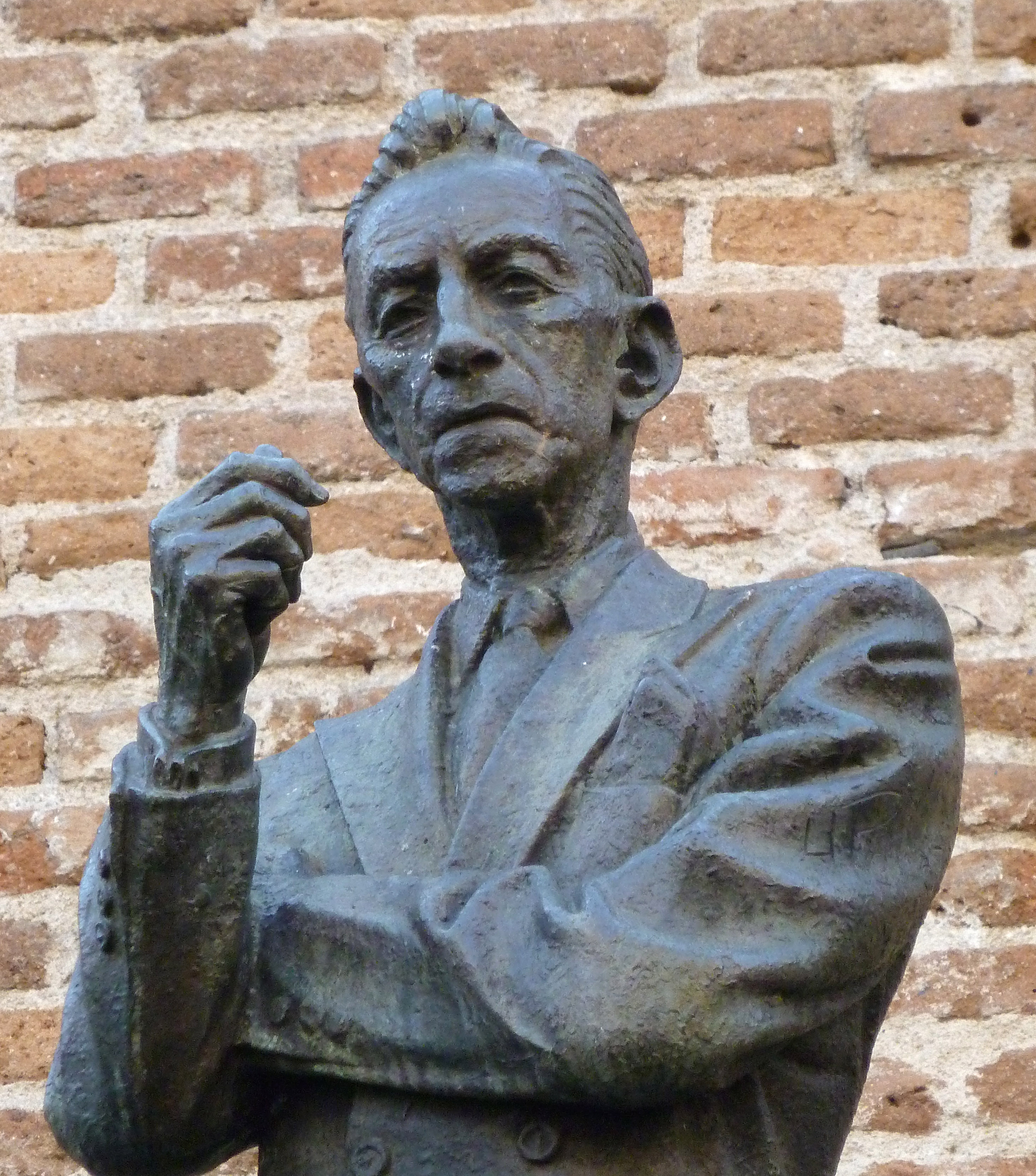
Monumento a Agustín Lara en la calle del Sombrerete, en el madrileño barrio de Lavapiés, mencionado en el tema

«Madrid», referido a la ciudad de Madrid, la capital de España, es el nombre de un chotis, obra atribuida al compositor mexicano Agustín Lara.
Se dice que en realidad fue obra del director de orquesta y compositor español Rafael Oropesa, exiliado en México que dedicó la pieza a Madrid y a su esposa, quien tuvo que vender la pieza para sobrevivir al compositor mexicano, sin embargo esto no ha sido comprobado completamente pues no hay pruebas contundentes de la autoría de ninguno de los dos. Por lo que no se ha podido ni confirmar ni desmentir en su totalidad ninguna de las dos versiones.

## Estreno

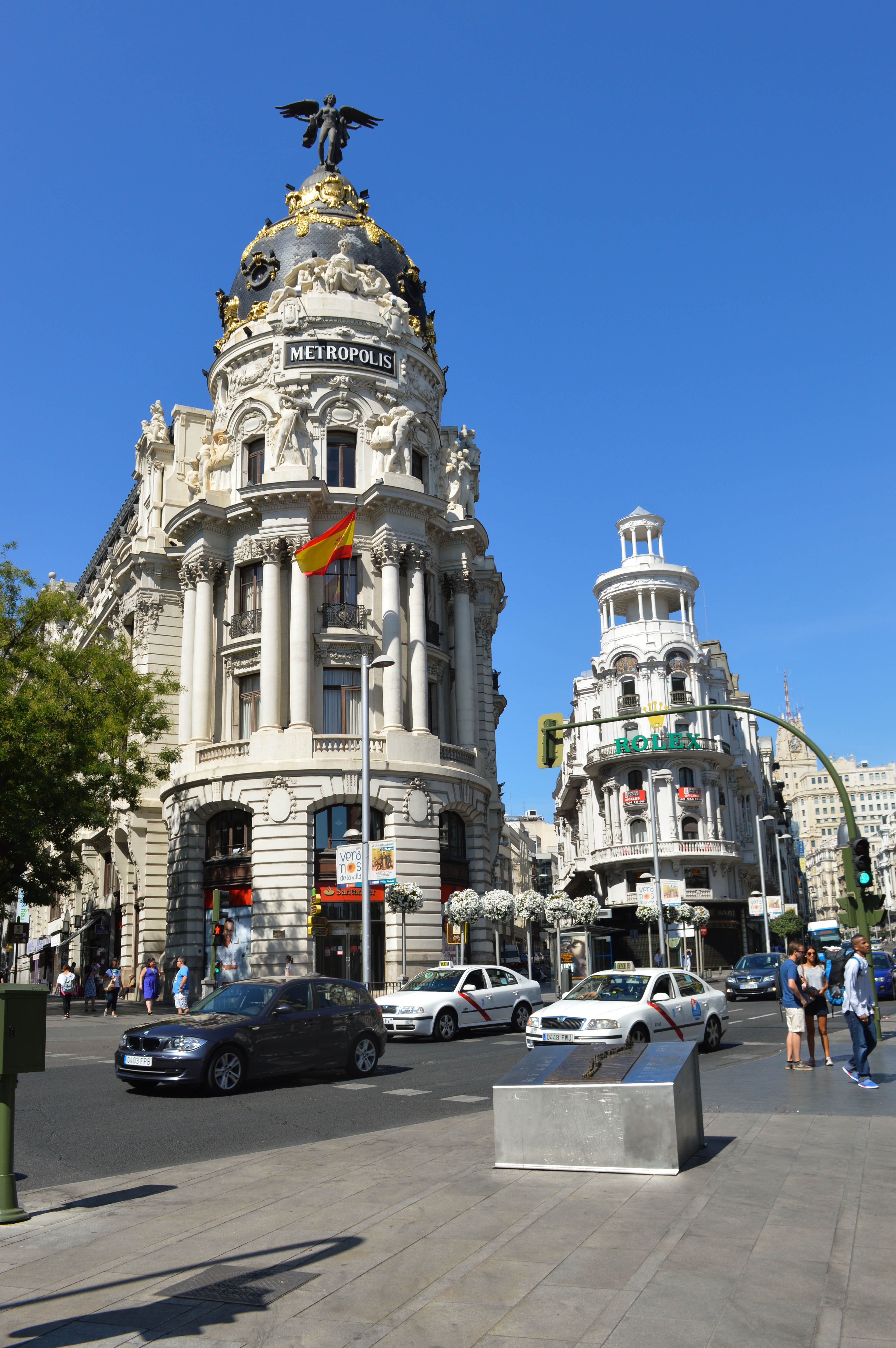
Calles de Alcalá y Gran Vía de Madrid, mencionadas en la canción

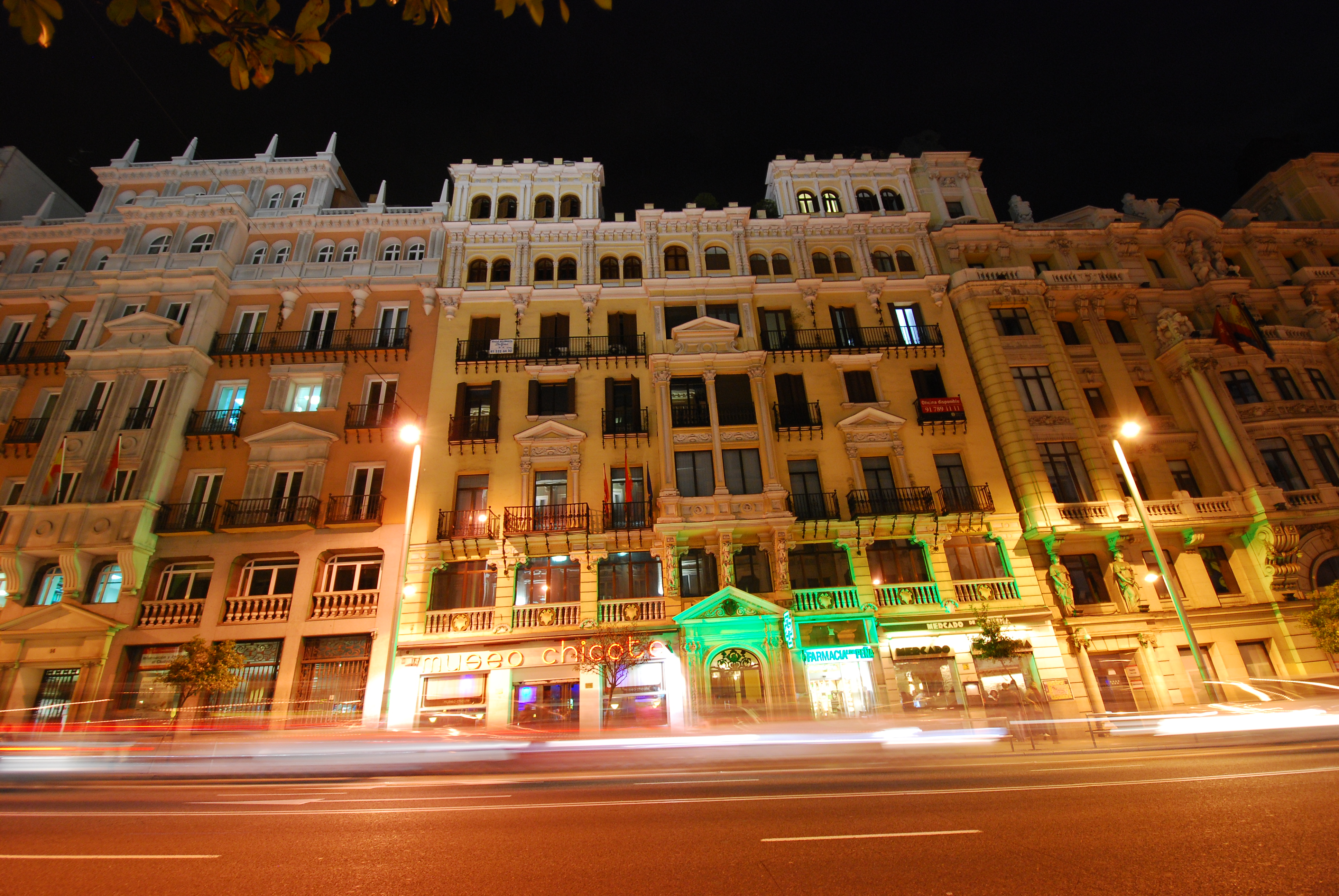
Bar Chicote, mencionado en la canción

«Madrid» fue estrenada en 1948 en la emisora radiofónica mexicana XEW-AM, con la voz de la cantante mexicana Esmeralda, quien era conocida como «La Versátil Esmeralda»; luego sería la sevillana Carmela Montes quien prestara su voz hasta que Lara decidió ofrecer dicha pieza a la cantante mexicana Ana María González quien la reestrenaría en una versión ligeramente adaptada por Lara como una carta de amor a su entonces esposa, la actriz María Félix quien planeaba visitar España para filmar la película Mare Nostrum.
Ana María sería quien daría a conocer la obra de Lara en España primero a través de Radio Madrid y luego durante las fiestas de San Isidro del año 1948 en el salón de baile Villa Romana.

## Repercusión
Este chotis es considerado uno de los más castizos y típicos de la ciudad de Madrid y suele ser interpretado en sus fiestas populares como las Fiestas de San Isidro Labrador, santo patrón de la ciudad, que tienen lugar en la ciudad de Madrid el día 15 de mayo.

## Homenajes
En 1954 recibió la Batuta de plata como reconocimiento a su trayectoria musical y fue recibido por Francisco Franco quien se declaró admirador del compositor.
En 1975 y siendo alcalde Miguel Ángel García-Lomas se efectuó un homenaje póstumo al compositor mexicano para develar una estatua, esculpida por Humberto Peraza y Ojeda, en su honor en plena Plaza del Sombrerete, en el madrileño barrio de Lavapiés. Entre los invitados, cantantes españoles y mexicanos, estuvieron Nati Mistral, Pedro Vargas, 200 charros mexicanos y personalidades de ambos países como el jerezano Pedro Domecq o el que fuera hijo del fundador de Televisa, Emilio Azcárraga Milmo.

## Controversias
Un libro editado con financiación del propio Ayuntamiento de Madrid expuso que el chotis pudo ser obra del compositor de la Banda Municipal de Madrid Rafael Oropesa, exiliado en México, rumor publicado por el diario español El Mundo el 31 de octubre de 2010. Sin embargo no existe evidencia alguna que pueda sostener tal aseveración.
El compositor no solo habría obtenido Madrid sino muchas otras obras musicales dedicadas a España sin que Lara las haya visitado, tales como Granada, Toledo, Peteneras o Clavel Sevillano, muchas de ellas recogidas en su compilación musical Suite Española.

## Versiones del chotis
El propio autor, junto a Lola Flores interpretó la canción en la película La Faraona, protagonizada por la artista jerezana.
Además de la versión clásica del chotis que se suele interpretar con un organillo cabe destacar también la versión rock que realizaron el cantante argentino, residente en España, Ariel Roth y el grupo español The Cabriolets -el grupo que lideraba la difunta modelo y diseñadora Bimba Bosé- por encargo del Ayuntamiento de Madrid para celebrar el centenario de la Gran Via  en el año 2010. En esta versión se interpretaba con instrumentos musicales modernos (guitarra, batería, bajo). También se produjo un videoclip del mismo que fue emitido por el canal de televisión madrileño Telemadrid en ese año como promoción del centenario de la Gran Via madrileña.
El tenor madrileño Plácido Domingo interpretó en tema en 2011 también con motivo del centenario del Gran Vía.
En 2017 la empresa municipal de turismo Madrid Destino produjo una versión aflamencada, titulada Flamenco Madrid adaptación de Riki Rivera e interpretada por David Palomar, para acompañar un video de promoción turística, que recibió varios premios internacionales. El video era coreografiado por varios bailaores de flamenco entre ellos Antonio Canales.
Existe una versión en francés de 1949 cantada por la artista norteamericana Joséphine Baker que grabó en España, con letra de Georges Tabet (https://www.youtube.com/watch?v=K7kmXBol0r8). En ella la ciudad de Madrid es sustituida por la de París, como homenaje a su país adoptivo.